# Historiae Patriae Monumenta
I ventidue volumi della collana Historiae Patriae Monumenta (spesso identificata con la sigla HPM) contengono fonti storiche italiane e furono pubblicati tra il 1836 e il 1901 in due serie.
I volumi, dedicati inizialmente solo alla storia del Regno di Sardegna, furono realizzati dalla Regia Deputazione sopra gli studi di Storia Patria, fondata nel 1833 a Torino dal re Carlo Alberto.
La variante Monumenta Historiae Patriae fu utilizzata nel frontespizio e nell'occhietto dei volumi dal II al V e solo nell'occhietto a partire dal volume X.
Il ventesimo volume (Leges Municipales, IV) fu pubblicato solo nel 1955.

## Volumi

### Serie prima
- Tomo I. Chartarum, I, Torino 1836.[1]
  - Chartae ab anno DCII ad annum MCCLXXXXII

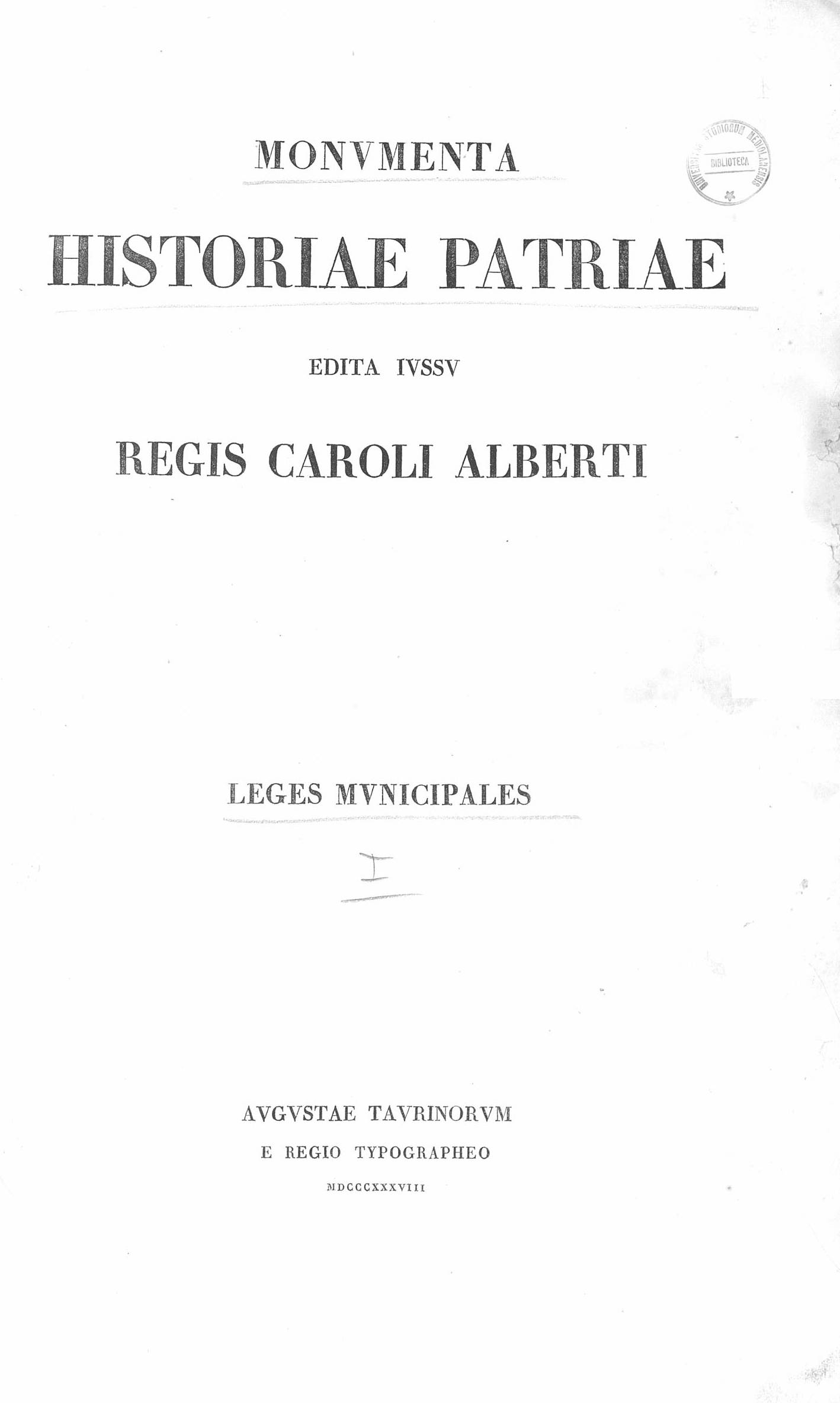
Tomo II: Leges Municipales

- Tomo II. Leges Municipales, I, Torino, 1838.[2]
  - Statuta ac privilegia civitatis Secusiae (Susa)
  - Statuta et privilegia civitatis Augustae Praetoriae (Aosta)
  - Statuta et privilegia civitatis Niciae (Nizza)
  - Statuta consulatus ianuensis (Genova)
  - Statuta et privilegia civitatis Taurinensis (Torino)
  - Statuta Societatis beati Georgii populi Chieriensis (Chieri)
  - Statuta communis Casalis (Casale Monferrato)
  - Statuta civitatis Eporediae (Ivrea)
  - Statuta civitatis Montiscalerii (Moncalieri)
- Tomo III. Scriptorum, I, Torino, 1840.[3]
  - Anciennes chroniques de Savoye
  - Perrinet Dupin, Chronique du conte Rouge
  - Chronica latina Sabaudiae
  - Chronica abbatiae Altaecumbae
  - Chronica ab anno 1475 usque ad annum 1515
  - Domenicus Machaneus, Epitomae historicae
  - Pierre Lambert de la Croix, Memoires sur la vie de Charles duc de Savoye neuvième
  - Giuseppe Cambiano, Historico discorso al serenissimo Filippo Emanuele di Savoia
- Tomo IV. Scriptorum, II, Torino, 1839.[4]
  - Pietro Gioffredo, Storia delle Alpi Marittime, libri XXVI.
- Tomo V. Scriptorum, III, Torino, 1848.[5]
  - Fragmenta chronicae antiquae civitatis Pedonae
  - Vita beati Dalmatii
  - Chronicon novaliciense
  - Waltharius
  - Beati Heldradi novaliciensis abbatis vita
  - Necrologium prioratus sancti Andreae taurinensis
  - Necrologium monasterii sanctorum Solutoris, Adventoris et Octavii taurinensis
  - Sancti Iohannis confessoris archiepiscopi ravennatis ecclesiae vita
  - Libellus narrationis seu chronicon coenobii sancti Michaelis de Clusa
  - Willelmus, Venerabilis Benedicti clusensis abbatis vita
  - Summariae constitutiones monasterii beatae Mariae de Abundantia
  - Necrologium monasterii beatae Mariae de Abundantia
  - Fragmentum martyrologii ecclesiae beati Evasii casalensis
  - Necrologium insignis collegii canonicorum sanctorum Petri et Ursi Augustae Praetoriae
  - Selecta e libro anniverssariorum, refectoriorum, vigiliarum et missarum conventualium ecclesiae cathedralis augustanae
  - Martyrologium graeco-augustanum ecclesiae sancti Mauricii de Brusson
  - Kalendarium augustanum
  - Extractus anniversariorum, refectoriorum, vigiliarum et missarum conventualium fieri solitarum in ecclesiae cathedrali civitatis Augustae Praetoriae
  - Ogerio Alfieri, Fragmenta de gestium astesium
  - Memoriale Guilielmi Venturae civis astensis
  - Memoriale Secundini Venturae civis astensis
  - Gioffredo della Chiesa, Cronaca di Saluzzo
  - Galeotto del Carretto, Cronica di Monferrato
  - Benvenuti Sangeorgii chronicon
  - Iacopo da Acqui, Chronicon imaginis mundi
- Tomo VI. Chartarum, II, Torino, 1853.[6]
  - Chartae ab anno DCC ad annum MCCLXXXXIX
  - Ursonis notarii ianuensis Carmen, saec. XIII.
- Tomo VII. Liber Iurium Reipublicae Genuensis, I, Torino, 1854.[7]
- Tomo VIII. Edicta Regum Langobardorum, I, Torino, 1855.[8]
- Tomo IX. Liber Iurium Reipublicae Genuensis, II, Torino, 1857.[9]
- Tomo X. Pasquale Tola, Codex diplomaticus Sardiniae, I, Torino, 1861.[10]
- Tomo XI. Scriptores, IV, Torino, 1863.[11]
  - Guglielmino Schiavina, Annales alexandrini
  - Anastasio Germonio, Commentariorum libri
  - Giuseppe Francesco Meyranesio, Pedemontium sacrum
- Pasquale Tola, Tomo XII. Codex diplomaticus Sardiniae, II, Torino, 1868.[12]
- Tomo XIII. Chartarum, III, Torino, 1873.[13]
  - Codex diplomaticus Langobardie
- Tomo XIV. Comitiorum, I, Pars prior, Torino, 1879.[14]
  - Atti e documenti delle antiche assemblee rappresentative nella Monarchia di Savoia, I, anni 1264-1560, a cura di Frederigo Emanuele Bollati.

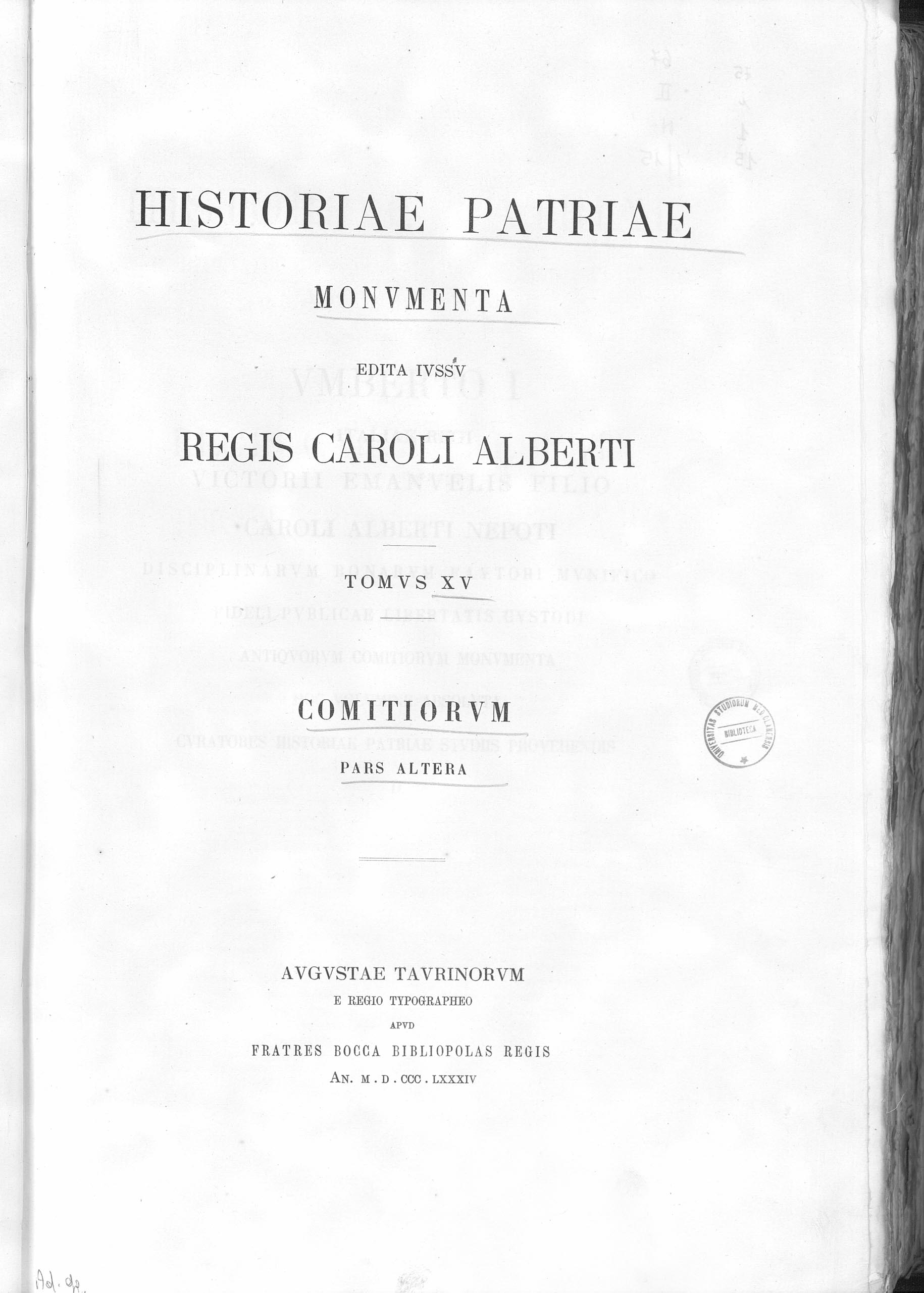
Comitia (1884), a cura di Emanuele Federico Bollati di Saint-Pierre

- Tomo XV. Comitiorum, I, Pars altera, Torino, 1884.[15]
  - Atti e documenti delle antiche assemblee rappresentative nella Monarchia di Savoia, II, anni 1561-1766, a cura di F. E. Bollati di Saint Pierre.
- Tomo XVI/I. Leges Municipales, II, Torino, 1876.[16]
  - Liber statutorum consulum cumanorum iusticie et negociatorum (Como), a cura di Antonio Ceruti
  - Liber statutorum comunis Novocomi (Como), a cura di Antonio Ceruti
  - Statuta communitatis Novariae (Novara), a cura di Antonio Ceruti
  - Liber consuetudinum Mediolani anno MCCXVI collectarum (Milano), a cura di Giulio Porro Lambertenghi
  - Statuta iurisdictionum Mediolani (Milano), a cura di Antonio Ceruti
- Tomo XVI/II. Leges Municipales, II, pars altera, Torino, 1876.[17]
  - Statuta communis Vercellarum (Vercelli), a cura di Giovanni Battista Adriani
  - Statuti bresciani del secolo XIII (Brescia), a cura di Federico Odorici
  - Antiquae collationes statuti veteris civitatis Pergami (Bergamo)
- Tomo XVII. (LA) Codex diplomaticus ecclesiensis, Torino, fratelli Bocca, 1877. (Villa di Chiesa).[18]
- Tomo XVIII. Leges Municipales, Torino, 1901.[19]
  - Leges genuenses (Genova)
- Tomo XIX. Liber potheris communis civitatis Brixie (Brescia), a cura di Federico Odorici, Torino, 1899.[20]
- Tomo XX. Leges Municipales, IV, Torino, 1955.
  - Contiene gli Statuti di Pinerolo e gli Statuti di Chieri.

### Serie seconda

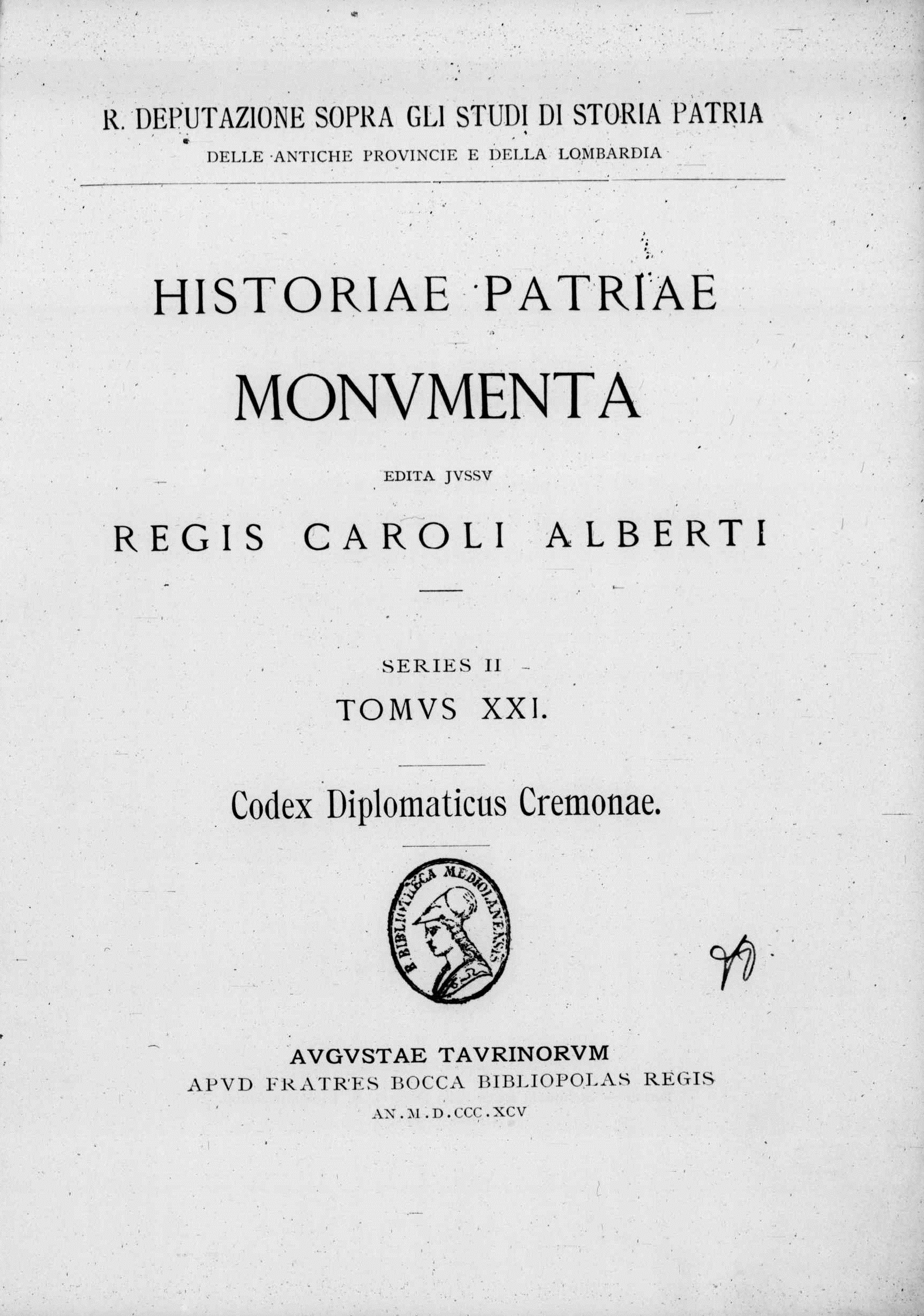
Lorenzo Astegiano, Codex diplomaticus Cremonae, 1895

- Tomo XXI. Codex diplomaticus Cremonae, I, Torino, 1895.[21]
  - Lorenzo Astegiano, Codice diplomatico cremonese, 715-1334, I.
- Tomo XXII. Codex diplomaticus Cremonae, II, Torino, 1898.[22]
  - Lorenzo Astegiano, Codice diplomatico cremonese, 715-1334, II.

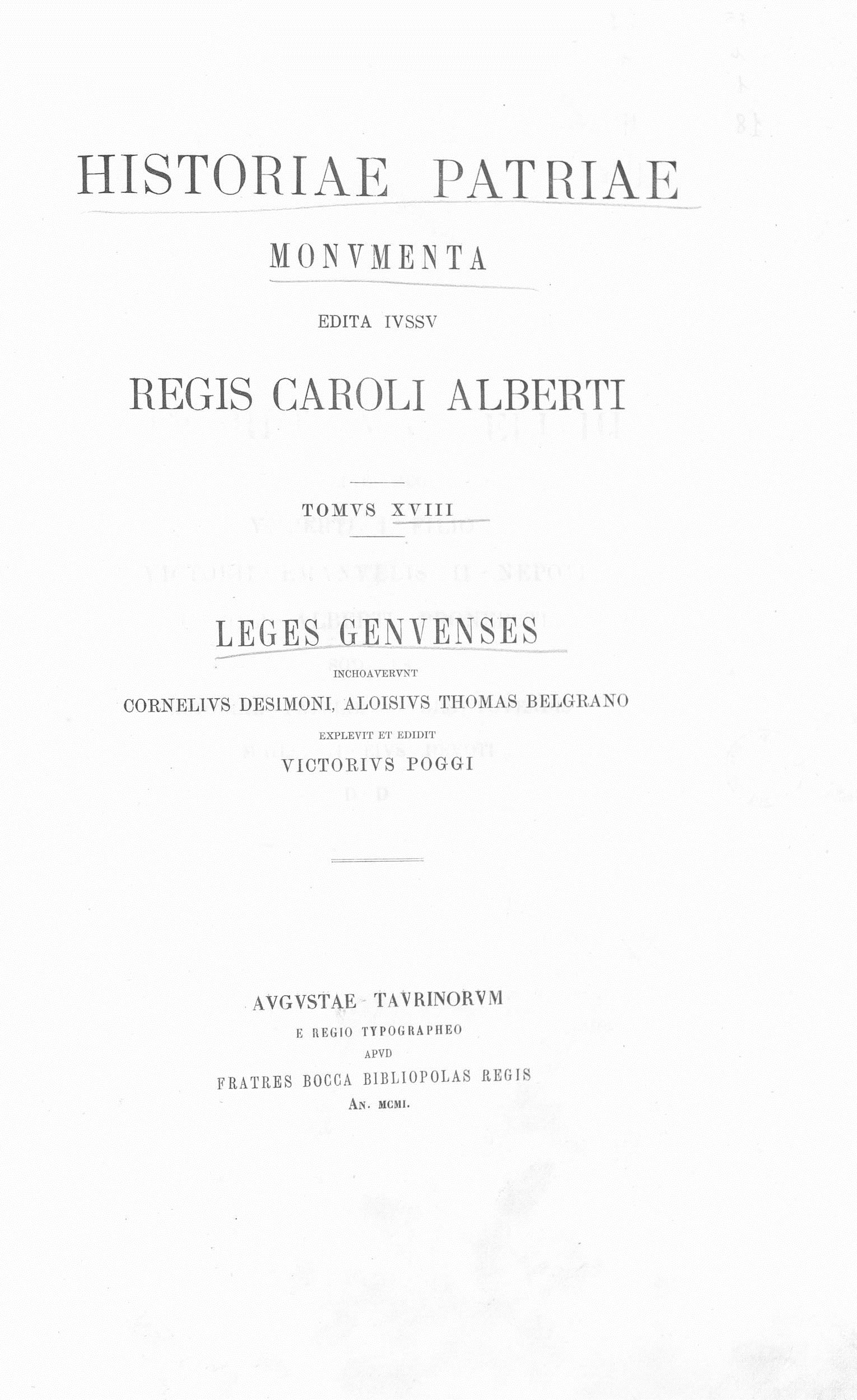
Cornelio Desimoni, Leges genuenses, 1901